# Bruno Friesen
Bruno Friesen (ur. 23 maja 1925, zm. 27 lutego 2012 w Ottawie) – żołnierz niemiecki pochodzenia kanadyjskiego, od 1997 r. wolontariusz Kanadyjskiego Muzeum Wojny w Ottawie.

## Życiorys i szlak bojowy
Potomek niemieckich mennonitów, którzy w 1924 r. wyemigrowali z Ukrainy do Kanady. W 1939 r. jego rodzina dławiona problemami ekonomicznymi, zachęcana agitacją agentów hitlerowskich wyjechała do III Rzeszy. W 1942 r. został zmobilizowany do wojsk pancernych Wehrmachtu i wyszkolony na kierowcę czołgu w Ełku.
Po krótkim pobycie w okupowanych przez Niemców Włoszech (1943) walczył na froncie wschodnim w stopniu kaprala w 8 kompanii 25 pułku pancernego 7. Dywizji Pancernej Wehrmachtu. Jako celowniczy czołgu Panzer IV brał udział w bitwie z wojskami sowieckimi pod Suczawą w kwietniu 1944 r., a potem na południowej Litwie w lipcu tegoż roku. Następnie od stycznia do lutego 1945 r. bił się w Prusach Wschodnich i na Pomorzu Gdańskim jako celowniczy niszczyciela czołgów Jagdpanzer IV. Po stracie swej maszyny pod Grudziądzem, rozproszeniu swej macierzystej jednostki w walkach odwrotowych i doznaniu ciężkich ran w marcu 1945 r. został ewakuowany przez Gdynię na zachód na tereny jeszcze kontrolowane przez Wehrmacht.
Po wypisaniu ze szpitala wojskowego w Altenburgu w Turyngii w kwietniu 1945 r. nie powrócił na front. Udało mu się połączyć z rodziną w Wilhelmshaven, znajdującym się wówczas pod brytyjską strefą okupacyjną. Do Kanady powrócił ostatecznie w 1950 r. Po wojnie pracował, studiował i uczył języka angielskiego w koledżu, aż do przejścia na emeryturę w 1990 r.
Odznaczony niemieckim Krzyżem Żelaznym 1. i 2. klasy, Czarną odznaką za rany i Srebrną bojową odznaką pancerną.

## Pamiętniki
Od 1994 r. zaczął spisywać swe wspomnienia wojenne. W pracy swej opiera się na własnych przeżyciach, a w celu dokładniejszego odmalowania tła wydarzeń korzysta z opracowań historycznych (np. Historia 7. Dywizji Pancernej), wojskowych i osobistych dokumentów wojennych (Dziennik starć pancernych, Prawo jazdy na czołgi, Elementarz celowniczego). Wśród tych ostatnich na szczególną uwagę zasługuje rzadkie z powodu małego nakładu, jednostronicowe, kieszonkowe Frontowe Zobowiązanie Żołnierzy 7. Dywizji Pancernej z przełomu 1944 i 1945 r.
Wartość jego pamiętników polega na barwnym odmalowaniu życia codziennego w koszarach wojsk pancernych Wehrmachtu (w tym metod szkolenia), a zwłaszcza na licznych uwagach o maszynach Panzer IV i Jagdpanzer IV (wady, zalety, zastosowanie bojowe) z punktu widzenia członka ich załogi. Tę ostatnią kwestię wyjaśnia przy opisach szesnastu bitew pancernych w których brał udział. Nie podejmuje natomiast całkowicie kwestii politycznych i ideologicznych.